# Mike Nazaruk
Michael Nazaruk (2 de outubro de 1921 – 1 de maio de 1955) foi um automobilista norte-americano.
Nazaruk esteve em quatro (três) 500 Milhas de Indianápolis: 1951, 1952 (não se qualificou), 1953 e 1954. A prova fez parte do calendário da Fórmula 1 de 1950 até 1960. Seu melhor resultado nas 500 Milhas de Indianápolis foi o 2º lugar em 1951, marcando 6 pontos; ele marcou mais 2 pontos com o 5º lugar nas 500 Milhas de 1954.  